# Équipe de Grande-Bretagne féminine de basket-ball
Cet article traite de l'équipe féminine. Pour l'équipe masculine, voir Équipe de Grande-Bretagne masculine de basket-ball.
Maillots
L’équipe de Grande-Bretagne de basket-ball féminin, surnommée Team GB, est l’équipe représentant le Royaume-Uni lors des compétitions internationales de basket-ball. Elle a été créée par les fédérations nationales d’Angleterre, d’Écosse et du Pays de Galles le 1er décembre 2005 afin de se doter d’une équipe plus compétitive en vue des Jeux olympiques de 2012 à Londres. Elle concerne les équipes masculines et féminines séniors et des moins de 20 ans (aux niveaux d’âge inférieurs, les trois nations continuent à concourir séparément).
Les joueuses d’Irlande du Nord jouent avec leurs homologues de la république d’Irlande, si bien que l’équipe de Grande-Bretagne ne peut pas décemment porter le nom d’équipe du Royaume-Uni.
L’objectif de la sélection est de bâtir une équipe capable de remporter une médaille aux Jeux olympiques de 2012 à Londres.

## Histoire
En octobre 2015, les Anglais engagent l'entraîneur espagnol Jose Maria Buceta, ancien entraîneur de l'équipe féminine espagnole pendant huit ans et qu'il emmena à une cinquième place aux jeux olympiques de 1992. Directeur technique national féminin de la fédération espagnole de 2009 à 2012, il prit ensuite la direction de l'équipe nationale de Bulgarie.

## Parcours auxchampionnats d’Europe
- 2007 : Non qualifiée
- 2009 : Non qualifiée
- 2011 : 11e
- 2013 : 9e
- 2015 : 20e
- 2017 : Non qualifiée
- 2019 : 4e
- 2021 : Non qualifiée[4]
- 2023 : 10e

## Parcours aux Jeux olympiques
Voici le parcours de l'équipe aux Jeux olympiques
- 2012 : 11e ex.

## Saison 2015
La sélection pour le championnat d'Europe de basket-ball féminin 2015 est composée de:
| Numéro | Joueuse                  | Poste | Naissance         | Taille | Club 2014-2015       |
| ------ | ------------------------ | ----- | ----------------- | ------ | -------------------- |
| 4      | Temitope Fagbenle        | PF    | 8 septembre 1992  | 1,93 m | Harvard              |
| 5      | Jay-Ann Bravo-Harriott   | PG    | 7 septembre 1995  | 1,80 m | University of Toledo |
| 6      | Stefanie Collins         | SG    | 30 décembre 1982  | 1,68 m | Cardiff Met Archers  |
| 7      | Rachael Vanderwal        | G     | 27 juin 1983      | 1,76 m | Gernika Bizkaia      |
| 8      | Chantelle Handy          | F     | 16 juin 1987      | 1,91 m | Ormanspor            |
| 9      | Eilidh Simpson           | PG    | 11 septembre 1992 | 1,71 m | St Francis Brooklyn  |
| 10     | Ella Clark               | F     | 8 février 1992    | 1,90 m | CB Zamarat           |
| 11     | Erin Mc Garrachan        | F     | 27 avril 1992     | 1,78 m | Houston Baptist      |
| 12     | Dominique Allen          | C     | 10 septembre 1989 | 1,92 m | SBS Ostrava          |
| 13     | Harriet Ottewill-Soulsby | C     | 14 août 1995      | 1,92 m | Loughborough Riders  |
| 14     | Azania Stewart           | C     | 13 mars 1989      | 1,95 m | PINKK-Pecsi 424      |
| 15     | Stephanie Gandy          | F     | 10 mai 1982       | 1,78 m | Sheffield Hatters    |

Sélectionneur : Peter Matthew Buckle
Assisté de : Vanessa Ellis et Damian Jennings

## Effectif 2014
| Numéro | Joueuse                 | Poste | Naissance         | Taille | Club(s) 2013-2014              |
| ------ | ----------------------- | ----- | ----------------- | ------ | ------------------------------ |
| 4      | Eilidh Simpson          | PG    | 11 décembre 1992  | 1,71 m | St. Francis Brooklyn Athletics |
| 5      | Nicole Laura Su Yin How | G     | 11 octobre 1991   | 1,67 m | Sandhausen ?                   |
| 6      | Stefanie Collins        | SG    | 30 décembre 1982  | 1,68 m | UWIC Archers ?                 |
| 7      | Rachael Vanderwal       | PG    | 27 juin 1983      | 1,76 m | Université de Limerick ?       |
| 8      | Kathryn Rendell         | PF    | 15 janvier 1994   | 1,88 m | Sydney Uni Flames              |
| 10     | Ella Clark              | PF    | 8 février 1992    | 1,90 m | Long Beach State University ?  |
| 11     | Erin Mc Garrachan       | SF    | 27 avril 1992     | 1,78 m | ?                              |
| 12     | Dominique Allen         | PF    | 10 septembre 1989 | 1,88 m | COB Calais                     |
| 14     | Azania Stewart          | C     | 13 mars 1989      | 1,95 m | Bacsbasket ?                   |
| 15     | Stephanie Gandy         | F     | 10 mai 1982       | 1,78 m | Sheffield Hatters              |
| 23     | Lauren Thomas-Johnson   | G     | 25 mai 1988       | 1,80 m | Sheffield Hatters ?            |
| 25     | Temi Fagbenle           | PF    | 8 septembre 1992  | 1,93 m | Crimson d'Harvard ?            |

Sélectionneur  :  Peter Matthew Buckle
Assistant :

## Effectif 2011

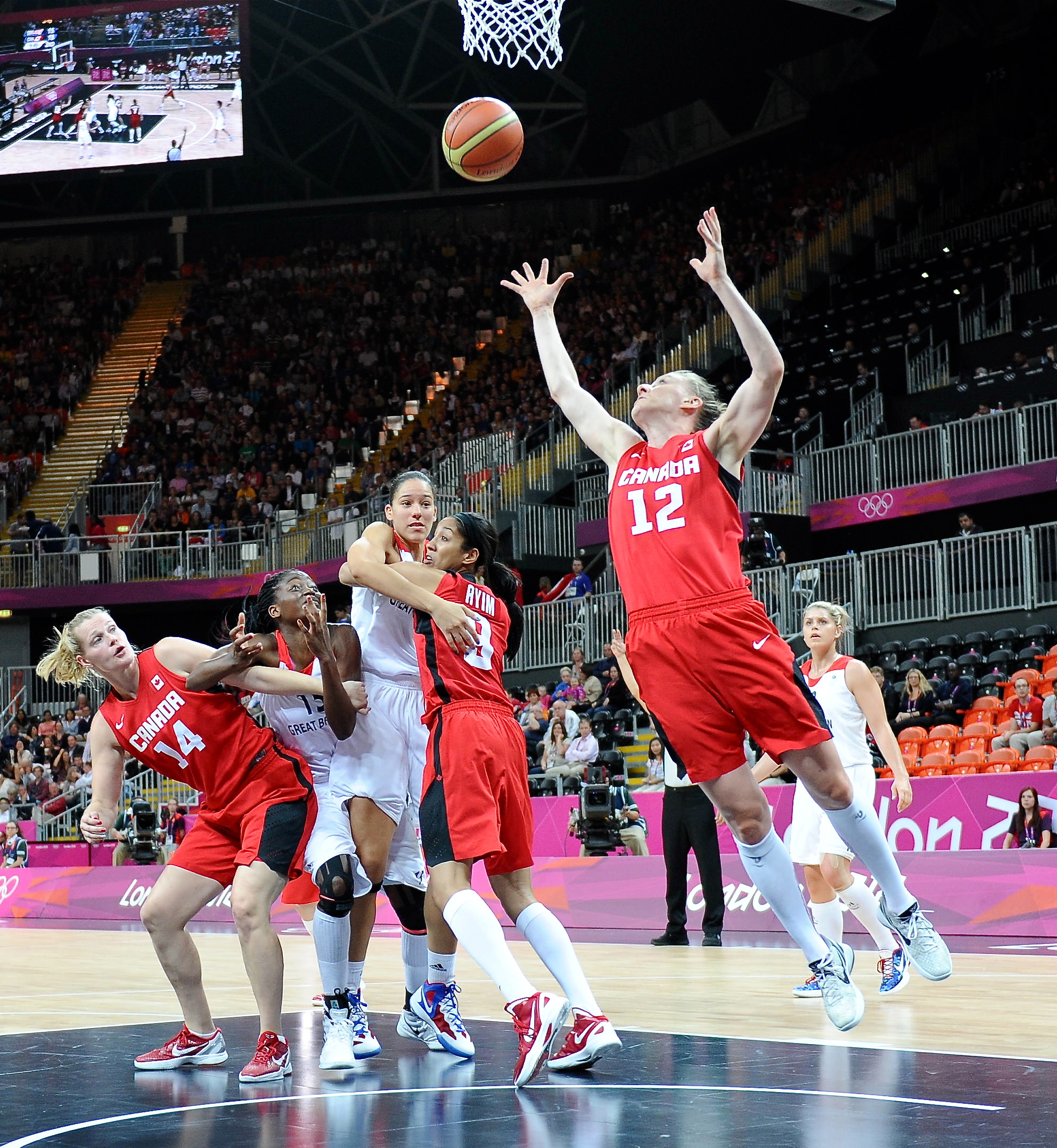
Rencontre face au Canada aux Jeux olympiques de Londres

| Numéro | Joueuse               | Poste | Naissance        | Taille | Club(s) 2011                       |
| ------ | --------------------- | ----- | ---------------- | ------ | ---------------------------------- |
| 4      | Natalie Stafford      | G     | 8 décembre 1976  | 1,75 m | Standard Life Senior Women         |
| 5      | Rosalee Mason         | PF    | 24 avril 1979    | 1,80 m | City of Sheffield Hatters          |
| 6      | Stefanie Collins      | SG    | 30 décembre 1982 | 1,68 m | UWIC Archers                       |
| 7      | Rachael Vanderwal     | PG    | 27 juin 1983     | 1,76 m | Université de Limerick             |
| 8      | Chantelle Handy       | SF    | 16 juin 1987     | 1,91 m | Thundering Herd de Marshall        |
| 9      | Kate Butters          | SF    | 25 juillet 1986  | 1,78 m | UWIC Archers                       |
| 10     | Julie Anne Page       | PF    | 21 avril 1983    | 1,88 m | ESB Villeneuve-d'Ascq              |
| 11     | Kimberly Butler       | PF    | 7 septembre 1982 | 1,86 m | Paniónios BC                       |
| 12     | Lauren Thomas-Johnson | G     | 25 mai 1988      | 1,80 m | Golden Eagles de Marquette         |
| 13     | Johannah Leedham      | G     | 5 décembre 1987  | 1,80 m | Franklin Pierce University         |
| 14     | Azania Stewart        | C     | 13 mars 1989     | 1,95 m | Gators de la Floride               |
| 15     | Rose Anderson         | G     | 23 mars 1988     | 1,78 m | Université du Centre de l'Oklahoma |

Sélectionneur  :  Tom Maher
Assistant :  Ken Shields
Assistant :  Vanessa Ellis